# Robert Toth
Robert Attila Toth, född den 1 april 1969 i Olofström, är en svensk illustratör, serietecknare och författare. 
Toth, som är av ungersk börd, är bosatt och verksam på Cypern. Han är mest känd för sina skämtrutor med svarta tuschfigurer, publicerade i bland annat Göteborgsposten, och åren 2008–2010 i affärstidningen Dagens industri . Vid sidan av humorn arbetar han även med mer traditionell illustration, reklam, grafisk formgivning.